# 多色图形适配器
多色图形适配器（Multi-Color Graphics Array或MCGA）是电脑显示标准之一，1987年在某些PS/2型号上出现，比VGA成本低。MCGA有可以在262144色调色板中选256种颜色的彩色模式，或640x480的单色模式。相比之下，VGA有256k显示存储器，因而640x480分辨率模式只有单色，256色的彩色模式分辨率只能达到320x200。